# Xã Winsted, Quận McLeod, Minnesota
Xã Winsted (tiếng Anh: Winsted Township) là một xã thuộc quận McLeod, tiểu bang Minnesota, Hoa Kỳ. Năm 2010, dân số của xã này là 968 người.